# Center for Environmental Health
O Center for Environmental Health ( CEH ) é uma organização americana sem fins lucrativos ( 501 (c) (3) ) que trabalha para proteger crianças e famílias de produtos químicos nocivos no ar, alimentos, água e produtos cotidianos. Sua visão e missão são "(A) o mundo em que todos vivem, trabalham, aprendem e se divertem em um ambiente saudável; protegemos as pessoas de produtos químicos tóxicos, trabalhando com comunidades, empresas e governo para exigir e apoiar práticas de negócios seguras para saúde humana e meio ambiente". A CEH está sediada em Oakland, Califórnia, nos Estados Unidos, com escritórios na Costa Leste em Washington, DC e Carolina do Norte.

## Trabalho
A CEH foi fundada em 1996 por Michael Green, que trabalhou anteriormente no Departamento de Energia dos EUA. O grupo impõe litígios sob uma lei da Califórnia, a Lei de Água Potável e Execução Tóxica de 1986, que foi promulgada como uma proposta de cédula dos cidadãos e é frequentemente referida como a lei " Prop 65 " do estado. O Prop 65 exige que as empresas forneçam avisos quando seus produtos expõem os californianos a um produto químico ou químico conhecido por causar câncer ou problemas graves de saúde reprodutiva.
Em um de seus primeiros casos legais, a CEH testou 16 filtros de água em casa e encontrou 6 que estavam sugando chumbo em água filtrada, acima dos limites de segurança da Califórnia. A CEH interpôs ações da Prop 65 contra as 6 empresas, e uma empresa retirou um modelo de filtro do mercado e ofereceu aos clientes que haviam comprado o produto um reembolso.
A partir de 2000, a CEH, juntada ao procurador-geral da Califórnia, processou 34 empresas que fabricavam equipamentos de playground ou mesas de piquenique a partir de madeira tratada com um conservante à base de arsênico. Até 2003, a maior parte da madeira vendida nos EUA para uso externo era tratada com arseniato de cobre cromado (CCA), um conservante à base de arsênico. No final de 2001, três fabricantes nacionais de brinquedos infantis no quintal concordaram com um acordo legal da CEH pedindo que parassem de usar arsênico em madeira tratada com pressão dentro de três meses. Em 2003, todas as empresas concordaram em parar de vender madeira tratada com arsênico na Califórnia e em todo o país.
Além do trabalho legal, desde o início a CEH esteve envolvida no apoio a grupos que lutavam pela justiça ambiental. Em 1999-2001, a CEH colaborou com grupos comunitários locais de justiça ambiental que trabalham para fechar o incinerador de resíduos médicos dos Sistemas Ambientais Integrados (IES) de East Oakland. O incinerador foi considerado uma questão de justiça ambiental, porque queimou resíduos de toda a Califórnia e liberou os subprodutos tóxicos principalmente para uma comunidade afro-americana e latina. O incinerador IES, o último incinerador de resíduos médicos em operação na Califórnia, foi fechado em dezembro de 2001.

## Chumbo em produtos infantis
Em 1999, a CEH entrou com uma ação contra empresas farmacêuticas e varejistas, incluindo Bristol-Myers Squibb Co., Johnson & Johnson, Pfizer, Rite Aid Corp., Safeway, Walgreens e outros pela venda de pós para bebês que o grupo alegou conter níveis perigosos de chumbo. O processo observou que os pós de bebês continham óxido de zinco, que pode conter chumbo, e que os bebês podem ser expostos se inalarem os compostos e / ou podem absorvê-los através da pele irritada e / ou podem ingeri-los se derramarem o pó. mãos ou boca. Por fim, vários fabricantes concordaram em reduções significativas na liderança nos produtos, até 80% menos nos produtos que testaram mais chumbo. Em um processo semelhante, a CEH e o Procurador Geral da Califórnia processaram os fabricantes de Kaopectate pelo alto conteúdo de chumbo em seus produtos; a empresa concordou em reduzir os níveis de chumbo no Kaopectate de seus filhos em 95% e em 80% na variedade de adultos.
Em 2004, a CEH e outros grupos entraram com ações contra fabricantes e distribuidores de doces mexicanos. Em 2006, o Procurador Geral da Califórnia, juntamente com a CEH e a Coalizão de Saúde Ambiental chegaram a um acordo legal com as empresas, incluindo subsidiárias da Mars e Hershey, pedindo que as empresas reduzissem os níveis de chumbo em seus produtos.
Mais tarde, em 2004, a CEH juntou-se novamente ao Procurador Geral em um processo contra empresas, incluindo lojas populares como Claire's Boutique, Hot Topic e Zumiez, e lojas de departamentos como Target, Macy's e Nordstrom, que vendiam bijuterias comercializadas para crianças, adolescentes e adulto contendo altos níveis de chumbo. Em 2006, setenta e uma empresas, incluindo Target, Kmart, Macy's, Nordstrom, Sears, Disney Stores e outras, concordaram em um acordo legal com a Procuradoria Geral e a CEH que criou os primeiros padrões juridicamente vinculativos do país para o chumbo em jóias.
Em 2007, os testes da CEH encontraram altos níveis de chumbo em uma boneca Curious George e outros brinquedos, levando ao processo da organização contra a Marvel e outras empresas, incluindo a Toys R Us Inc., Wal-Mart, Sears, Kmart, KB Toys, Target, Costco e outros pela venda de brinquedos contendo chumbo. Na época, não havia nenhuma lei federal que limitasse o chumbo nos produtos infantis, exceto a tinta nos produtos. Em 2008, a CEH aproveitou a lei California Prop 65 para ajudar a obter aprovação na Lei Federal de Melhoria de Segurança de Produtos ao Consumidor, projetada para estabelecer os primeiros padrões federais de segurança de chumbo para produtos infantis.

## Porta-moedas, cola, retardadores de chama, fracking e avgas (2009-2015)
Em 2009, a CEH entrou com uma ação depois que os testes mostraram altos níveis de chumbo em bolsas vendidas por 16 varejistas. Em 2010, o grupo havia testado bolsas de 100 principais varejistas, encontrando muitas com altos níveis de chumbo. Em junho daquele ano, a CEH chegou a um acordo legal com mais de 40 empresas que concordaram em parar de vender itens contendo chumbo acima dos níveis de segurança. Mas o ABC World News informou em 2012 que, mesmo após a assinatura de acordos legais para cumprir os limites de chumbo, algumas empresas continuaram a vender bolsas contendo chumbo. O relatório deles diz que os testes da CEH encontraram 43 das 300 bolsas testadas com chumbo. Em 2013, o New York Times informou que o grupo encontrou uma redução constante na contaminação por chumbo de acessórios em geral, mas continuou a encontrar contaminação por chumbo em alguns acessórios de moda vendidos para adolescentes e mulheres jovens preocupadas com o orçamento em alguns varejistas.
As empresas de cola, incluindo PepsiCo e Coca-Cola, supostamente estavam usando corante de caramelo para suas colas que contêm um produto químico cancerígeno chamado 4-MEI. As empresas se comprometeram a mudar para uma coloração reformulada sem o 4-MEI, mas a NPR informou em 2013 que os testes da CEH descobriram que 10 produtos da Pepsi comprados fora da Califórnia ainda continham altos níveis do produto químico, enquanto 9 dos dez produtos da Coca-Cola continham apenas traços ou não de 4-MEI. Em 2015, a CEH alcançou um acordo legal com a Pepsi exigindo que a empresa limite os níveis de 4-MEI em seus produtos vendidos na Califórnia a não mais de 100 partes por bilhão. No acordo legal, a Pepsi afirmou que estava em conformidade com os regulamentos da Califórnia o tempo todo.
Depois que a Califórnia listou o TDCPP retardante de chama (Tris clorado) como um produto químico causador de câncer, os testes encomendados pela CEH encontraram 15 produtos para bebês e crianças que continham altos níveis do produto químico, acima do padrão de segurança do estado. Em 2012, o grupo entrou com uma ação judicial contra empresas que vendem os produtos, incluindo Walmart, Babies-R-Us, Target e outras. No ano seguinte, a CEH entrou com uma ação contra empresas por venderem tapetes infantis que continham o produto químico. Em 2014, a CEH chegou a um acordo legal com 14 empresas, pedindo que as empresas descontinuassem as vendas de determinados produtos que continham o produto químico ou que fornecessem etiquetas de advertência. Ele também pediu que futuros produtos fossem fabricados sem TDCPP e outros retardadores de chama. A CEH também co-patrocinou a legislação da Califórnia para exigir que os fabricantes de móveis divulguem se os móveis vendidos na Califórnia contêm produtos químicos retardadores de chama. O projeto de lei foi assinado em setembro de 2014. Até a matéria de dezembro de 2014, empresas como Facebook, Kaiser Permanente, Staples e outras assinaram um compromisso da CEH de parar de comprar móveis tratados com produtos químicos retardadores de chama. As empresas e entidades governamentais que assinam a promessa gastam US $ 520 milhões em móveis todos os anos.
Um estudo de outubro de 2014, em co-autoria da diretora de pesquisa da CEH, Caroline Cox, encontrou níveis de oito produtos químicos voláteis em amostras de ar em locais de fracking que excederam as diretrizes federais de poluição do ar em algumas circunstâncias. Em dezembro, outro estudo, cuja autora principal, Ellen Webb, trabalha para a CEH, encontrou potenciais problemas de saúde reprodutiva e de desenvolvimento para mulheres e crianças que vivem perto de locais de fracking.
Devido aos riscos de poluição por chumbo, o uso de gás automotivo com chumbo começou a ser eliminado em meados da década de 1970. Mas a maioria dos aviões pequenos, incluindo aeronaves com motor de pistão e alguns jatos menores, ainda funciona com combustível com chumbo, conhecido como "avgas". Em dezembro de 2014, a CEH alcançou acordos legais com 26 fornecedores de avgas na Califórnia, exigindo que eles não usassem ou vendessem gasolina com um teor de chumbo superior a 0,56 gramas por litro, o que é significativamente menor do que muitas misturas de combustível. O acordo pedia às empresas que vendessem avgas "com a menor concentração de chumbo aprovada para uso na aviação comercialmente disponível" e exigia que eles postassem sinais de alerta nos aeroportos.

## Cigarros eletrônicos, reforma da política química, ABP (2015-2016)
Em fevereiro de 2015, a CEH enviou avisos legais para quase 40 empresas que alegavam estar vendendo cigarros eletrônicos sem etiquetas de aviso, conforme exigido pela lei da Califórnia. Em setembro daquele ano, o grupo divulgou um relatório mostrando que a maioria dos 97 produtos de cigarro eletrônico testados poderia expor os usuários a um ou aos dois produtos químicos causadores de câncer, formaldeído e acetaldeído. Um teste em um cigarro eletrônico descobriu que o nível de formaldeído era mais de 470 vezes maior que o padrão de segurança da Califórnia.
Os produtos "vaping" testados pela CEH foram produzidos pelas principais empresas de tabaco, incluindo RJ Reynolds, ITG Brands e NJOY  e foram comprados de grandes varejistas, como RiteAid, 7-Eleven e outros estabelecimentos, entre fevereiro e julho de 2015. Quase 90% das empresas cujos produtos foram testados (21 de 24 empresas) possuíam um ou mais produtos que produziam quantidades perigosas de um ou de ambos os produtos químicos, violando a lei da Califórnia. Os testes encontraram altos níveis de produtos químicos, mesmo em algumas variedades de cigarros eletrônicos livres de nicotina. A CEH iniciou ações legais contra mais de 60 empresas por não avisar os consumidores sobre a exposição de cigarros eletrônicos à nicotina e / ou formaldeído e acetaldeído, conforme exigido pela lei da Califórnia. Em um acordo legal com a CEH, a empresa de cigarros eletrônicos Sapphire Vapor concordou em restringir legalmente as vendas e marketing a adolescentes e proibir o uso de alegações de saúde não verificadas em seu marketing.
A CEH trabalha há muito tempo com regras federais fortes para proteger crianças e famílias de produtos químicos nocivos. Em março de 2015, quando o Congresso estava desenvolvendo novas regras federais para regulamentar produtos químicos tóxicos, o CEH e outros grupos de saúde e defesa ambiental criticaram o projeto de lei por ficar muito aquém do necessário para proteger o público de produtos químicos perigosos. Em um artigo de opinião, Michael Green, do CEH (com o co-autor Christopher Gavigan) afirmou que o projeto em co-autoria do senador Tom Udall "... reverteria centenas de leis estaduais, substituindo-as por uma regra federal mais fraca que poderia colocar os americanos em risco de tóxicos em nossos produtos de ar, água, alimentos e todos os dias nos próximos anos ". Depois que o projeto de lei foi assinado pelo presidente Obama em junho de 2016, Ansje Miller, da CEH, criticou o cronograma "incrivelmente lento" para avaliar produtos químicos potencialmente perigosos sob a legislação, mas observou que o projeto permitia que os estados continuassem com alguma regulamentação química, incluindo a Lei da Proposição 65 da Califórnia.
Em março de 2016, os reguladores da Califórnia propuseram uma exceção à Lei da Proposição 65 para alimentos enlatados que poderia expor os consumidores ao bisfenol químico tóxico A (BPA). O estado argumentou que os rótulos de aviso nas latas poderiam confundir os consumidores e fazer com que as pessoas pobres comessem menos frutas e vegetais. Mas a CEH e outros grupos se opuseram à proposta, com um porta-voz da CEH alertando que "[a] proposta piorará as coisas para as pessoas pobres, porque lhes será negado o direito de saber o que está em seus alimentos". Quando a proposta do estado foi adiante, Caroline Cox da CEH observou que a exceção ao Prop 65 poderia enfraquecer a lei no futuro. Quando o estado propôs estender a exceção, um artigo de opinião de Michael Green (co-autoria de Sam Mogannam) da CEH afirmou que "está na hora de os consumidores se unirem aos advogados de saúde e às empresas responsáveis exigir que essa política sem precedentes e irresponsável não avance. " 

## Prêmios e reconhecimento
Em 2007, Michael Green, CEO da CEH, recebeu o prêmio Compaixão em Ação pelo projeto Missing Peace, um projeto conjunto do Comitê dos 100 para o Tibete e da Fundação Dalai Lama. Em 2010, a CEH foi premiada com um "Campeão Verde" pelo San Francisco Business Times.